# John F. McIntosh

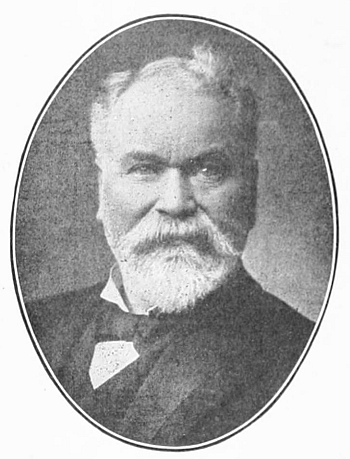
John Farquharson McIntosh

John Farquharson McIntosh (1846-1918) foi um engenheiro chefe mecânico da via férrea da Caledónia de 1895 a 1914.. Sucedeu-lhe William Pickersgill.

## Família
Casou-se com Jeanie Fleming Logan, de quem teve 3 filhos e 4 filhas..